# Olgierd Jędrzejczyk
Olgierd Karol Stanisław Rafał Jędrzejczyk (ur. 22 stycznia 1930 w Słonimie, zm. 14 lutego 2010 w Krakowie) – polski dziennikarz.

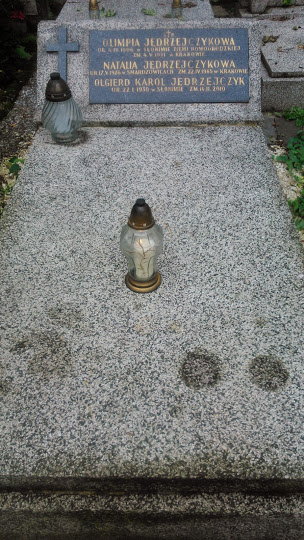
Grób Olgierda Jędrzejczyka na cmentarzu Rakowickim w Krakowie

## Życiorys
Absolwent krakowskiego Gimnazjum św. Jacka oraz Uniwersytetu Jagiellońskiego (Wydział Humanistyczny, 1952). Pierwszą publikację zamieścił w „Dzienniku Literackim”, dodatku do „Dziennika Polskiego”, później do końca pracy zawodowej związał się z „Gazetą Krakowską”. Opublikował m.in. książkę Krążownik Wielopole – monografię budynku przy ul. Wielopole 1 („Bazar Polski”, znany też jako „Pałac Prasy”), przedwojennej siedziby koncernu prasowego IKC, a także Kartki z hejnałem. Inny przewodnik po Krakowie (1991). Współpracował z tygodnikiem „Dziś i Jutro”, reaktywowanym 1995 roku w Krakowie przez Henryka Cyganika. Kierował krakowskim oddziałem Stowarzyszenia Dziennikarzy RP.
Został pochowany na cmentarzu Rakowickim w Krakowie.